# Ein ganz und gar verwahrlostes Mädchen
Ein ganz und gar verwahrlostes Mädchen. Ein Tag im Leben der Rita Rischak ist ein Film von Jutta Brückner von 1977.

## Inhalt

### Handlung
Der Film beschreibt einen Tag im Leben der jungen Frau Rita.
Der Mann, mit dem sie die letzte Nacht verbrachte, verschwindet früh wortkarg und wird wahrscheinlich nicht wiederkommen.
Danach versorgt sie ihren fünfjährigen Sohn Christian, wobei sie von ihrer Mutter unterstützt wird, die in die Wohnung kommt, aufräumt, bügelt und die dreckige Wäsche mitnimmt.
Zur Arbeit ins Büro geht sie nicht, da sie dort aus der Telefonkasse Geld gestohlen hat. Stattdessen sieht sie Arbeitsgesuche in Zeitungen durch, telephoniert und hat ein Vorstellungsgespräch, doch alle scheitern an ihren fehlenden Zeugnissen und ihren Ansprüchen, nicht jeden Job anzunehemen. Auf der Straße trifft sie eine Bekannte, die aus ihrer Wohnung abgehauen ist, und nimmt sie bei sich auf.
Am frühen Nachmittag empfängt sie einen verheirateten wohlhabenden älteren Bekanten zum Sex, schafft es aber nur mit Mühe, von diesem etwas Geld zu erhalten.
Danach geht sie zu einem weiteren Bekannten in dessen unseriöses Kreditunternehmen und übernimmt dort ein Beratungsgespräch mit einem jungen Paar, um sich etwas Geld zu verdienen. Sie rät diesen dann aber doch von dem riskanten Kredit ab und stiehlt anschließend alles Geld aus der Bürokasse. Davon kauft sie sich ein teures Kleid, das ihr dann aber doch nicht mehr gefällt.
Danach geht sie in ein kleines Münchner Theater, um sich  als Schauspielerin zu bewerben. Sie wird dort aber abgewiesen, da sich dieses als politisches Theater versteht, das sich von anderen unterscheidet und ihre Vorstellungen nicht erfüllen kann.
Danach geht sie zu ihren Eltern, um sich Geld von ihnen zu leihen, damit sie das gestohlene Geld in ihrem Arbeitsbüro wieder zurücklegen kann. Sie wird dafür aber von ihrem Vater mit heftigen Vorwürfen wegen ihres Lebensstils überzogen.
Auf der Straße steigt sie in der Dunkelheit in das Auto eines Unbekannten, der Interesse an ihr zeigt, lässt sich zum Essen einladen und nimmt ihn anschließend mit zu sich, wo er aber nach ersten Annäherungsversuchen und Missverständnissen bald wieder verschwindet.
Am Ende des Films werden Ritas Träume von einem Mann, der sie glücklich macht, in kitschigen Farbfotografien illustriert, das Kind, das sie von ihm bekommt, wird als Puppe dargestellt.

### Selbstreflexionen
Zwischen den verschiedenen Situationen des Tages erzählt Rita ausführlich von ihren Wünschen und Problemen, in Monologen oder in Gesprächen mit ihrer Mitbewohnerin Monika.
Sie schafft es nicht, ihr Leben so zu führen, dass es ihren Bedürfnissen entspricht. Sie findet keine angemessene Arbeit, da die möglichen Tätigkeiten für sie zu langweilig oder erniedrigend sind, für interessantere kann sie aber die erforderlichen Zeignisse nicht vorweisen. Sie hat außerdem ein großes Bedürfnis nach körperlicher Nähe zu Männern, ist aber enttäuscht, weil keiner länger bei ihr bleiben will. Den Sex bezahlen lassen will sie sich aber auch nicht, da dieses ihrer Meinung nach die Beziehung beschädigt.
Letztendlich braucht sie Geld, weiß aber nicht, woher sie es in ausreichender Menge bekommen soll, und Liebe und Anerkennung, die sie von ihren Eltern zu wenig bekommen hat.

## Hintergründe
Ein ganz und gar verwahrlostes Mädchen ist eine Pseudo-Dokumentation (Scripted Reality), die ein authentisches Geschehen behauptet, letztendlich aber vollständig inszeniert ist. Die Hauptdarstellerin ist etwa 33 Jahre alt, sie spielt aber eine 24-jährige junge Frau mit einem fünfjährigen Sohn. Der Ablauf dieses Tages zeigt die Schwierigkeiten vieler junger Frauen dieser Zeit, eine Lebensweise zu finden, die ihren Vorstellungen entspricht. Die meisten Darsteller sind Laien oder semiprofessionelle Schauspieler.
Ein ganz und gar verwahrlostes Mädchen gehört zu den frühen Filmen von Frauen über Frauen in der Bundesrepublik in den 1970er Jahren, wie auch Jutta Brückners Debüt Tue recht und scheue niemand. Das Leben der Gerda Siepebrinck (1975) über das Leben ihrer Mutter.
Er wurde für die ZDF-Reihe Das kleine Fernsehspiel  produziert und dort am 24. April 1977 erstmals gezeigt. 
Danach wurde er auf Filmfestivals in Avellino, Berlin, Brüssel, Denver, Duisburg, Figueira da Foz, Florenz, Rotterdam, Sceaux und weiteren Städten aufgeführt, sowie in den folgenden Jahren bei Retrospektiven und Filmwochen in Belgien, Dänemark, Deutschland, Finnland, Frankreich, Georgien, Italien, Jugoslawien, Norwegen, Österreich, Spanien, der UdSSR, danach Russland, sowie Ägypten, Algerien Argentinien, Australien, Brasilien, Chile, Indien, Israel, Kanada, Uruguay und den USA.
Am 2. Mai 2022 gab es eine Wiederholung im ZDF.